# Бордеро
Бордеро (фр. bordereau, англ. inventory) — перелік ризиків із зазначенням частини та відповідної їй страхової премії, що передається на перестрахування. Бордеро надсилається цедентом страховикові у визначені договором перестрахування строки. Бордеро бувають попередніми та остаточними.

## Види бордеро
Остаточний бордеро — повна характеристика ризику, страхова сума, термін страхування, суми відповідальності, що припадають на цедента і перестраховика. Остаточний бордеро виставляється за ризиками, фактично прийнятими до страхування.
Попередній бордеро — первинна характеристика ризику.
Зведені (кумуляційні) бордеро — зведена інформація щодо регіонального страхового портфелю, тобто за всіма договорами від всіх страховиків, укладеними в певному регіоні (зазвичай — для ризиків землетрусу або ураганів), що слугує для оцінки перестрахувальником кумуляції ризиків.
Рекапітуляція — перелік висланих перестрахувателем перестрахувальникам бордеро. Зазвичай рекапітуляція висилається поквартально.

## «Бордеро» в справі Дрейфуса
Термін «бордеро» традиційно використовується також в історично обумовленому значенні — саме цим словом в ході слідства 1894 року був названий документ (перелік секретних документів, запропонованих для передачі німецькому військовому аташе в Парижі його агентом у французькому Генеральному штабі), який ліг в основу звинувачення в шпигунстві проти капітана Альфреда Дрейфуса в одному з найвідоміших судових процесів в історії Європи.